# Фейр-Блафф (Північна Кароліна)
Фейр-Блафф (англ. Fair Bluff) — місто (англ. town) в США, в окрузі Колумбус штату Північна Кароліна. Населення — 709 осіб (2020).

## Географія
Фейр-Блафф розташований за координатами 34°18′39″ пн. ш. 79°2′4″ зх. д. / 34.31083° пн. ш. 79.03444° зх. д. (34.310959, -79.034330).  За даними Бюро перепису населення США в 2010 році місто мало площу 5,56 км², уся площа — суходіл. В 2017 році площа становила 6,08 км², уся площа — суходіл.

## Демографія
Згідно з переписом 2010 року, у місті мешкала 951 особа в 433 домогосподарствах у складі 250 родин. Густота населення становила 171 особа/км².  Було 526 помешкань (95/км²).
Расовий склад населення:
| - 63,6 % — чорних або афроамериканців - 33,5 % — білих - 0,5 % — корінних американців - 1,6 % — осіб інших рас |

До двох чи більше рас належало 0,7 %. Частка іспаномовних становила 2,1 % від усіх жителів.
За віковим діапазоном населення розподілялося таким чином: 18,9 % — особи молодші 18 років, 62,2 % — особи у віці 18—64 років, 18,9 % — особи у віці 65 років та старші. Медіана віку мешканця становила 46,8 року. На 100 осіб жіночої статі у місті припадало 86,8 чоловіків;  на 100 жінок у віці від 18 років та старших — 81,8 чоловіків також старших 18 років.
Середній дохід на одне домашнє господарство  становив 32 707 доларів США (медіана — 22 917), а середній дохід на одну сім'ю — 43 734 долари (медіана — 44 833). За межею бідності перебувало 29,0 % осіб, у тому числі 45,9 % дітей у віці до 18 років та 11,0 % осіб у віці 65 років та старших.
Цивільне працевлаштоване населення становило 281 особа. Основні галузі зайнятості: освіта, охорона здоров'я та соціальна допомога — 31,0 %, роздрібна торгівля — 22,8 %, виробництво — 13,5 %, транспорт — 7,1 %.